# Пођо Морело (Терамо)
Пођо Морело (итал. Poggio Morello) је насеље у Италији у округу Терамо, региону Абруцо.
Према процени из 2011. у насељу је живело 202 становника. Насеље се налази на надморској висини од 125 м.